# Autobus niskopodłogowy

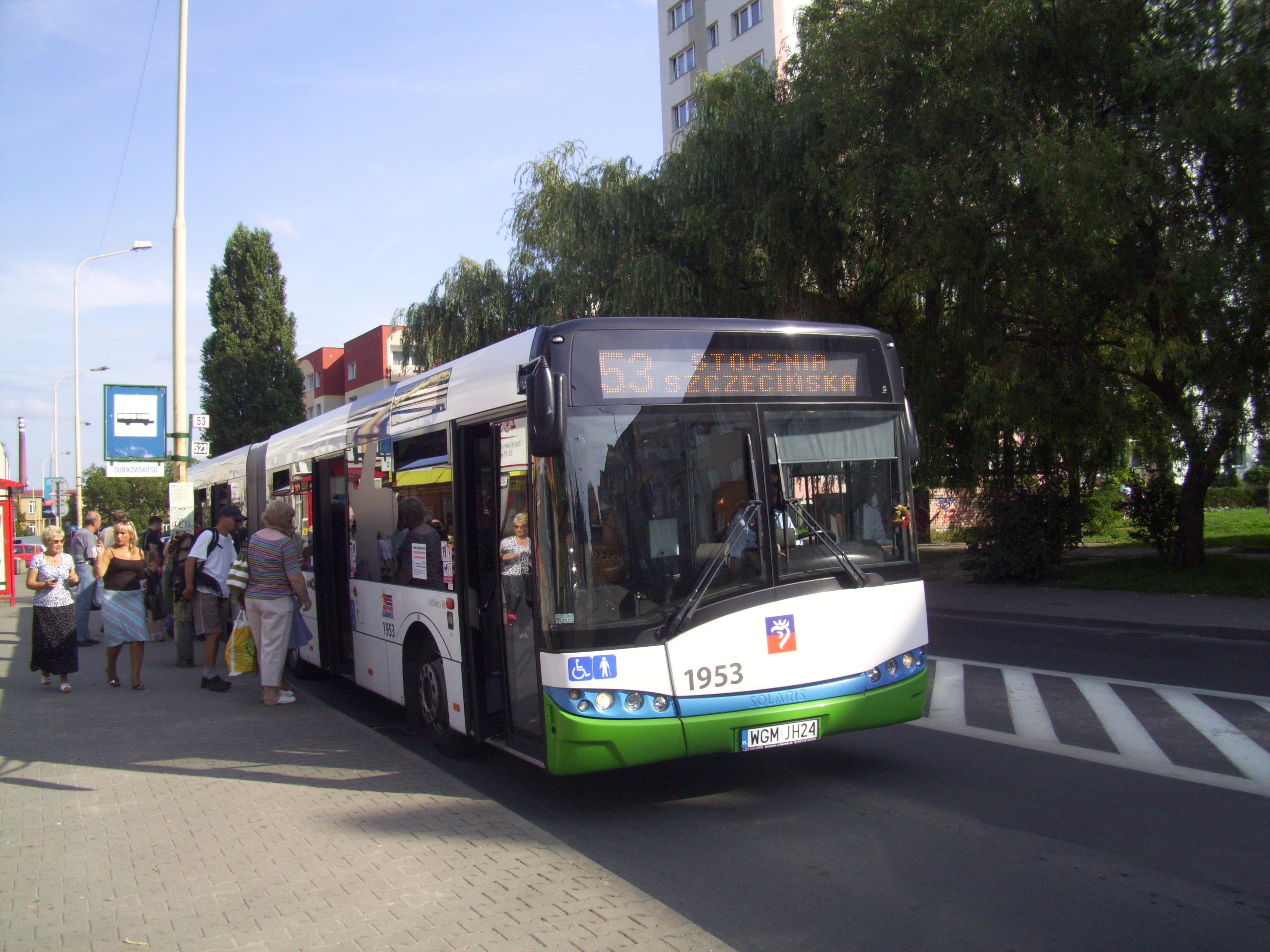
Solaris Urbino 18

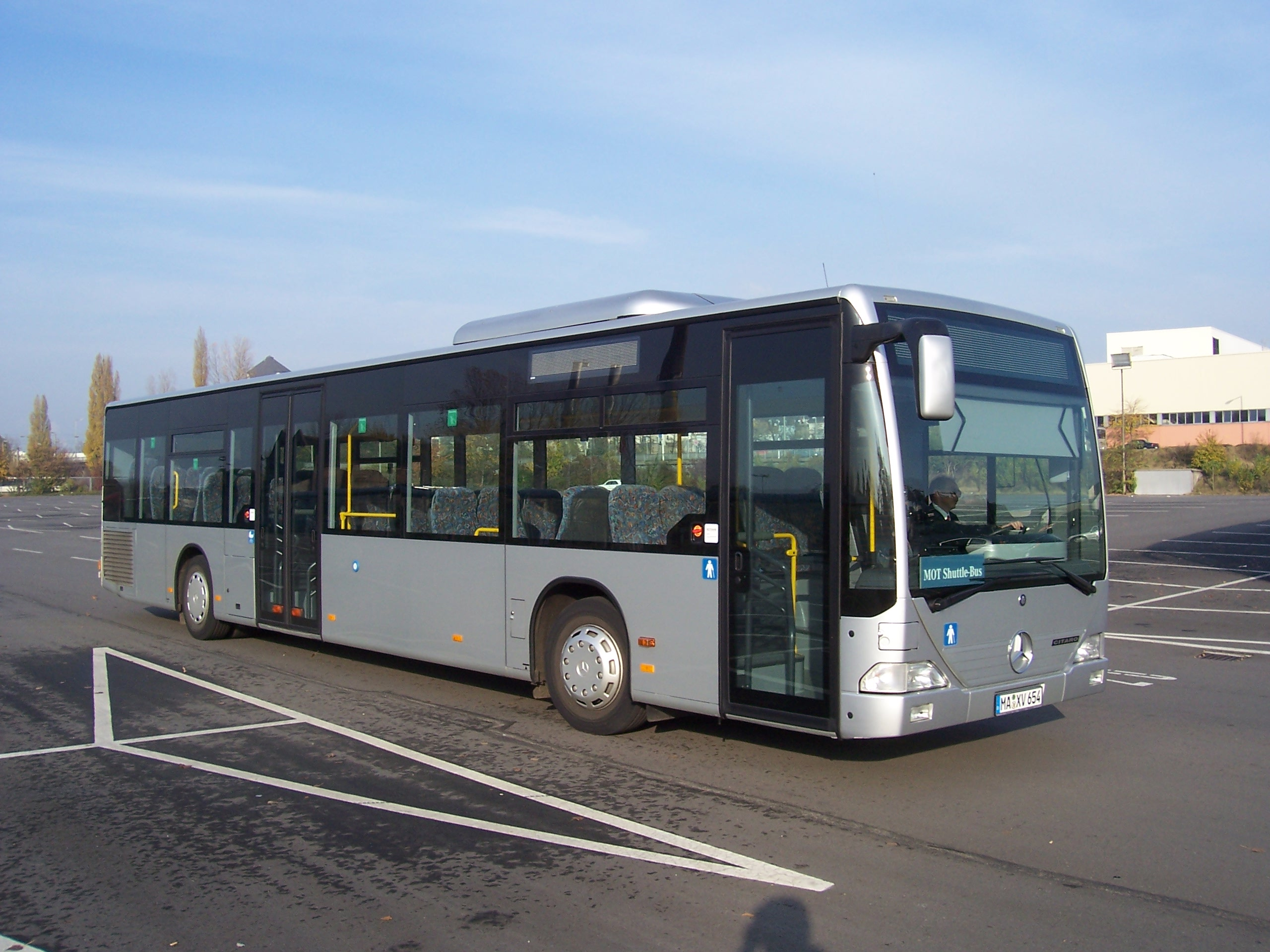
Mercedes-Benz 0530Ü (Citaro)

Autobus niskopodłogowy – pojazd klasy I, II lub A, w którym co najmniej 35% powierzchni dostępnej dla pasażerów stojących (lub w jego przedniej części w przypadku pojazdów przegubowych bądź na pokładzie dolnym w przypadku pojazdów dwupokładowych) stanowi powierzchnię bez stopni i zapewnia dostęp do co najmniej jednych drzwi głównych.
Autobus, który nie ma stopni wejściowych, co jest ułatwieniem przy wymianie podróżnych na przystankach oraz dla osób z niepełnosprawnością, starszych i z wózkami dziecięcymi. Część autobusów niskopodłogowych umożliwia swobodny przewóz osób z niepełnosprawnością poruszających się na wózkach inwalidzkich.

## Przykłady pojazdów
- MAN NG 312
- MAN Lion’s City/MAN Lion’s City G
- Mercedes-Benz Citaro
- Solaris Urbino
- Volvo 7000/Volvo 7000A
- Volvo 7700/Volvo 7700A
- CityLAZ-12/CityLAZ-20

## Konstrukcja
Wysokość podłogi w tego typu autobusach wynosi ok. 32–35 cm nad jezdnią (po zastosowaniu przyklęku ok. 24–28 cm). W tych pojazdach zazwyczaj znajduje się miejsce na wózek inwalidzki. Autobus ma w 100% niską podłogę na całej długości autobusu lub w 3/4. Silnik umiejscowiony może być z tyłu poziomo – wówczas autobus jest w 90% niskopodłogowy, lub pionowo w zabudowie wieżowej – wówczas zajmuje pół tylnej ściany pojazdu.

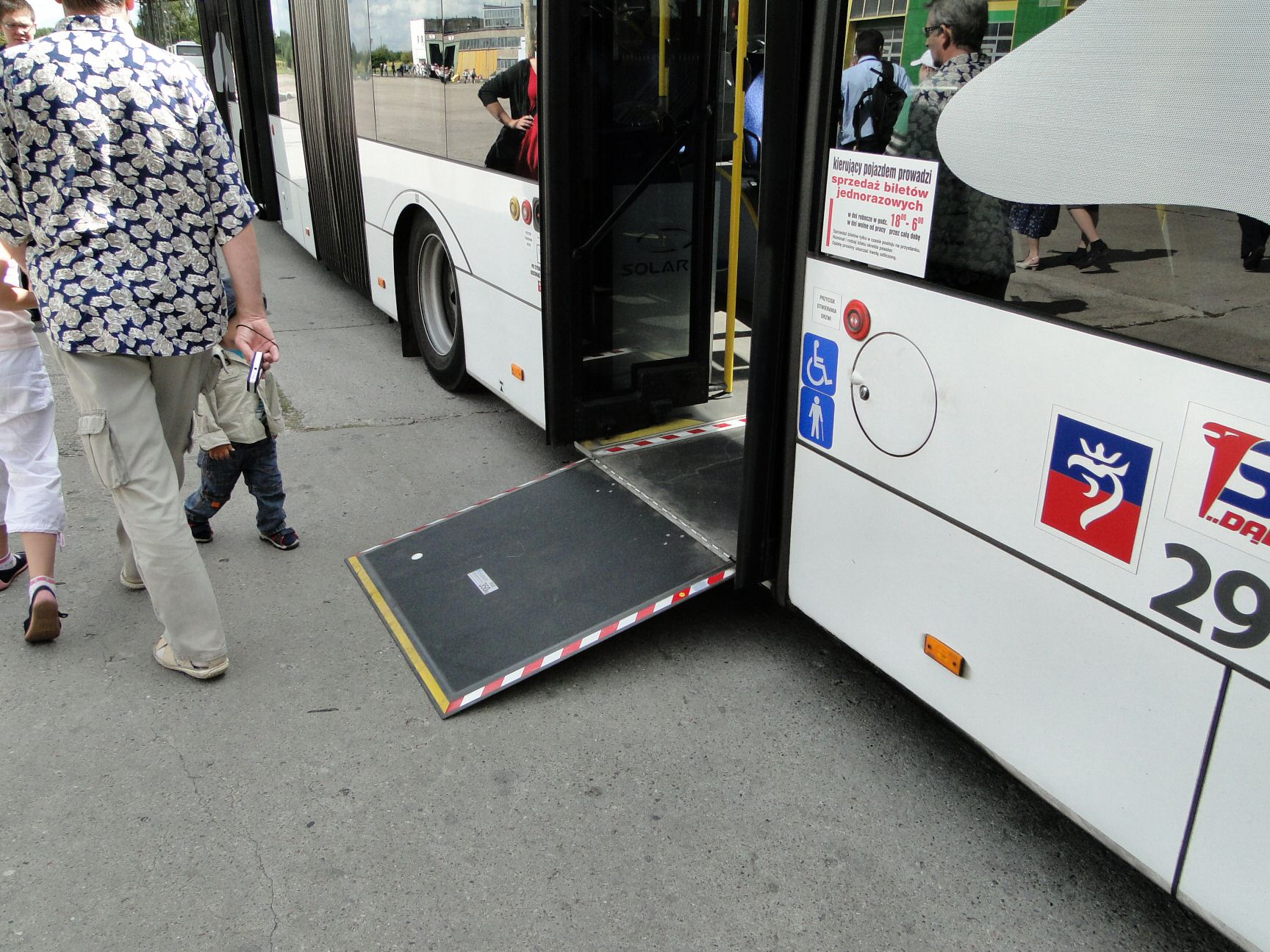
Pochylnia ułatwiająca wjazd wózkiem do autobusu niskopodłogowego.
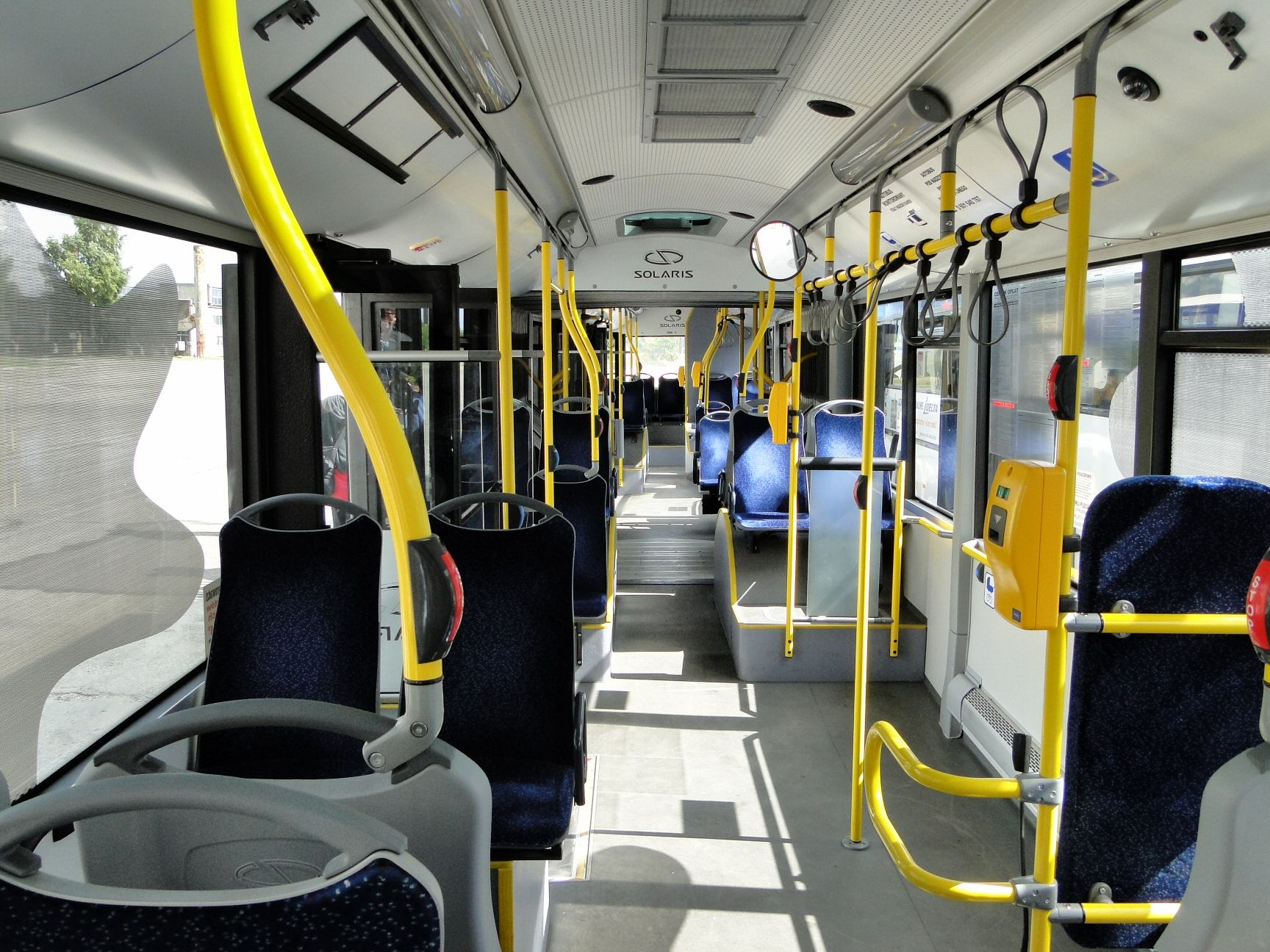
Wnętrze autobusu niskopodłogowego Solaris Urbino 18. Po prawej stronie miejsce dla wózków.